# Helichrysum natalitium
Helichrysum natalitium là một loài thực vật có hoa trong họ Cúc. Loài này được DC. mô tả khoa học đầu tiên.